# 北京公约
《北京公约》（英語：Beijing Convention），全称为《制止与国际民用航空有关的非法行为的公约》（Convention on the Suppression of Unlawful Acts Relating to International Civil Aviation）是一项2010年条约，各国同意将某些针对民用航空的恐怖主义、軍事行为定为刑事犯罪。
该公约于2010年9月10日在中華人民共和國北京市舉行的国际航空保安公约外交大会（Diplomatic Conference on Aviation Security）上起草（在同一次会议上，通过了关于制止非法劫持航空器的公约的补充议定书）。批准公约的缔约方同意将使用民用航空器作为武器并使用危险材料攻击擊落航空器或其他地面目标的行为定为刑事犯罪。另外，根据公约，非法运输生物、化学和核武器等非法武器運輸也可以被定为刑事犯罪。
新航空安全条约的谈判将解决新出现的航空威胁，部分原因是2001年發生的911袭击事件。在会议结束时，美国代表表示：“在911恐怖袭击纪念日前夕，与采用这两种新的主要反恐公约相比，美国可以认为没有更合适和更有希望的方式来纪念这一事件。”
该条约于土耳其加入后于2018年7月1日生效。它已由35个国家签署，并有26个国家（截至2018年9月）批准或加入。